# 查巴起义
查巴起义是一场于1969年在尼泊尔查巴县爆发的农民起义。1964年马亨德拉国王宣布土地改革计划后，土地所有者和佃户之间爆发了冲突。这项改革的实质是设定土地所有权的上限，并确立佃农有使用土地的权利，但土地所有者拒绝履行这些文件，激怒了作为佃农的农民。尼泊尔共产党将农民的失望情绪转化为政治起义，日后被称为查巴起义。 这次起义受到了印度纳萨尔巴里起义的启发。纳萨尔巴里战略性地位于尼泊尔、孟加拉国（当时的东巴基斯坦）和印度的三国交汇处。
查巴起义为如卡德加·普拉萨德·夏尔马·奥利、钱德拉·普拉喀什·麦纳里、莫汉·钱德拉·阿迪卡里等日后在尼泊尔政坛受欢迎的人物铺平了道路。尼泊尔政府试图镇压起义，大量起义者被逮捕。其中一些人被派往苏哈尼茂密丛林的警察以转移监狱为由杀害。参与这场起义的团体日后组成全尼泊尔共产主义革命者协调委员会（马列），即尼泊尔共产党（马列） (1978年)的前身。